# Prakash Mallavarapu
Prakash Mallavarapu (* 29. Januar 1949 in Jadi-Jamalpur) ist ein indischer Geistlicher und emeritierter römisch-katholischer Erzbischof von Visakhapatnam.

## Leben
Prakash Mallavarapu empfing am 11. Oktober 1979 die Priesterweihe.
Papst Johannes Paul II. ernannte ihn am 22. Mai 1998 zum Bischof von Cuddapah. Der Erzbischof von Hyderabad, Saminini Arulappa, spendete ihm am 22. Juli desselben Jahres die Bischofsweihe; Mitkonsekratoren waren Bali Gali, Bischof von Guntur, und John Mulagada, Bischof von Eluru.
Am 26. Juli 2002 wurde er zum Bischof von Vijayawada ernannt. Papst Benedikt XVI. ernannte ihn am 3. Juli 2012 zum Erzbischof von Visakhapatnam.
Vom 2. Januar bis zum 2. September 2019 war er zusätzlich Apostolischer Administrator des vakanten Bistums Srikakulam.
Papst Franziskus nahm am 17. Februar 2024 seinen altersbedingten Rücktritt an.